# Cameron Allan

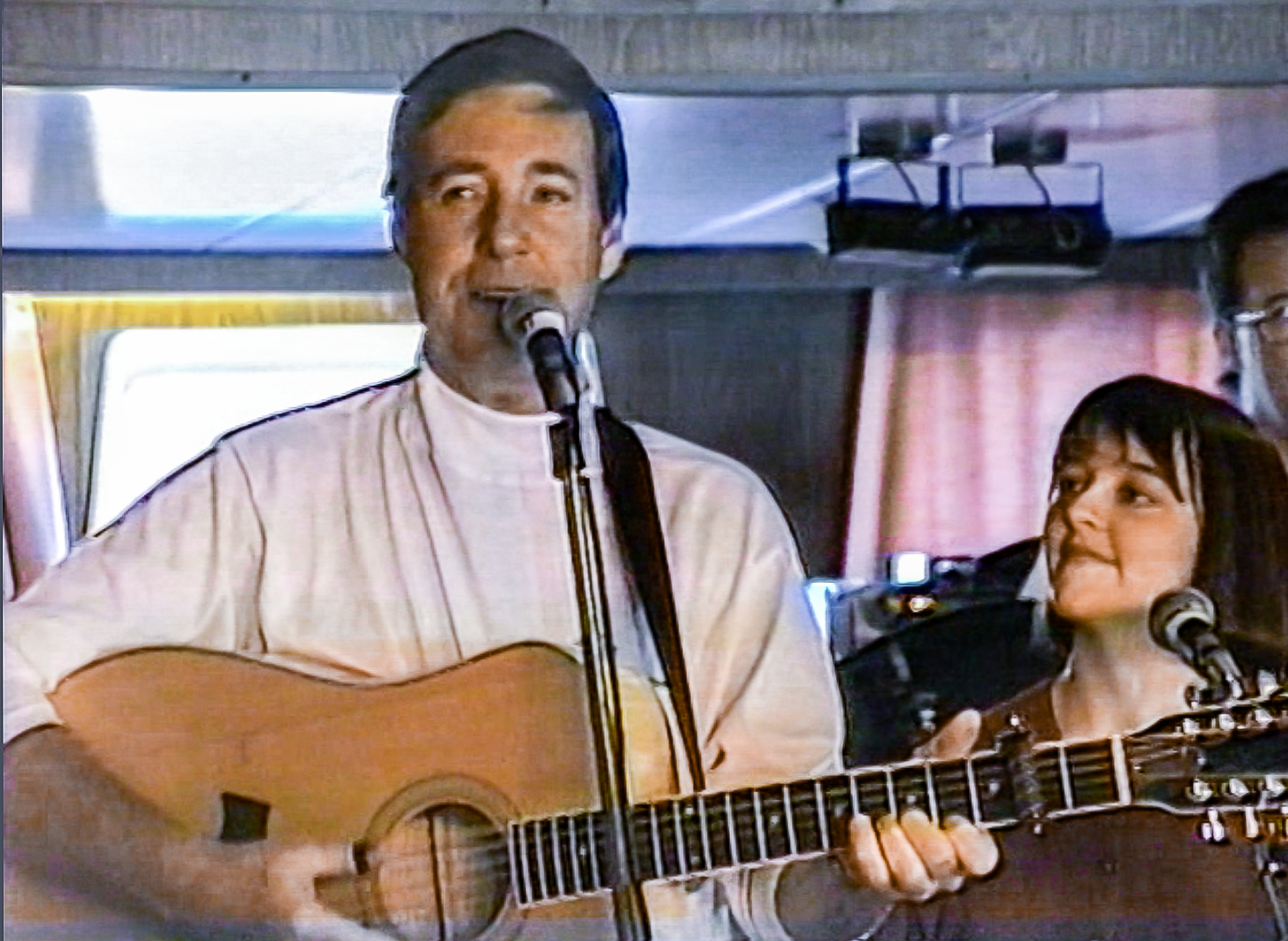
John Allan Cameron (1990)

Cameron Allan (* 9. Juli 1955 in Melbourne, Victoria; † 25. Juni 2013 in South Pasadena, Kalifornien) war ein australischer Filmkomponist.

## Leben
Cameron Allan wurde in Melbourne geboren und wuchs in Sydney auf. Während seiner Zeit an der Meadowbank Boys High School Cameron bewarb er sich für ein Studium an einem Musikkonservatorium, wobei er beim ersten Mal abgelehnt wurde. Erst bei seiner zweiten Bewerbung durfte er studieren. Nach seinem Studium komponierte er Musik für Theatervorführungen, genauso wie für den australischen Fernsehsender ABC.
Für den australischen Regisseur Jim Sharman komponierte er seine beiden ersten Filmmusiken Summer of Secrets und The Night, the Prowler.

## Filmografie (Auswahl)
- 1976: Summer of Secrets
- 1978: The Night, the Prowler
- 1980: Revolte hinter Gittern (Stir)
- 1982: Die Dunkelkammer (The Dark Room)
- 1982: In der Hitze des Zorns (Heatwave)
- 1983: Car-Crash, wir fahren den heißesten Reifen (Midnite Spares)
- 1985: Das Herz auf dem Ärmel (I Can't Get Started)
- 1985: Traumhaus auf Raten (Emoh Ruo)
- 1987: Der Versuchung verfallen (The Umbrella Woman)
- 1987: Pandemonium
- 1991: Undercover 2 − Operation C-Waffe (Before the Storm)
- 1992: Die total beknackte Nuß (The Nutt House)
- 1993: Der geschlagene Mann (Men Don't Tell)
- 1993: Jericho Fever
- 1993: John F. Kennedy – Wilde Jugend (J.F.K.: Reckless Youth)
- 1997: Anleitung zum Mord (Close to Danger)
- 2002–2003: Fastlane (Fernsehserie, 19 Folgen)

## Auszeichnungen (Auswahl)
- 1980: Nominierung für die Beste Musik für seine Komposition in Revolte hinter Gittern
- 1987: Nominierung für die Beste Musik für seine Komposition in Der Versuchung verfallen